# كريستيان أموروزو
كريستيان اموروزو (بالإيطالية: Christian Amoroso)‏ (22 سبتمبر 1976 ببيزا في إيطاليا - ) هو لاعب كرة قدم إيطالي في مركز الوسط. شارك مع منتخب إيطاليا تحت 21 سنة لكرة القدم. أما مع النوادي، فقد لعب مع فيورنتينا ونادي أسكولي ونادي إمبولي ونادي بولونيا ونادي بيزا.

## وصلات خارجية
- كريستيان اموروزو على موقع قاعدة بيانات كرة القدم.إي يو (الإنجليزية)